# Clasificación de Conmebol para la Copa Mundial de Fútbol de 1994
Para la Copa Mundial de Fútbol de 1994, la Conmebol contó con tres cupos directos en su fase clasificatoria. Participaron nueve de las diez selecciones afiliadas, dado que la selección de Chile se encontraba suspendida por una transgresión cometida en la eliminatoria anterior.
Los nueve equipos se dividieron en dos grupos: el A, con cuatro integrantes, y el B, con cinco. Los dos primeros de cada grupo obtuvieron la clasificación. El sistema utilizado en los grupos fue una liguilla a ida y vuelta. El segundo clasificado en los grupos con puntaje más bajo disputó la repesca contra el ganador de la clasificatoria de OFC.
Sin duda, la mayor sorpresa del campeonato fue la clasificación de Bolivia para el mundial, dejando eliminada a la selección de Uruguay, que era la candidata a seguir a Brasil en el grupo. También, la victoria en La Paz de la selección de Bolivia frente a la de Brasil, por 2 a 0, que se constituyó una dura derrota de Brasil en una eliminatoria mundialista. Otra de los triunfos más contundentes y humillantes se vivió en Buenos Aires. En la última jornada del grupo A, Colombia ganó por 5–0 a Argentina en el Estadio de River Plate, un resultado histórico para Colombia, que tenía jugadores como Carlos Valderrama, Freddy Rincón, Faustino Asprilla, Óscar Córdoba, entre otros. Con este resultado, Colombia se clasificó de forma directa para la Copa Mundial de Fútbol de 1994 y obligó a Argentina a jugar la repesca contra Australia. Esta fue la última eliminatoria que se disputaba a través del formato de grupos, ya que para la Copa Mundial de Francia 1998 (hasta la actualidad) se implementó el sistema de todos contra todos.

## Equipos participantes
El proceso clasificatorio de Conmebol contó con nueve equipos, debido a que Chile estaba vetada por la FIFA.
| Selección | Entrenador              | Ciudad localía                                 | Estadio localía                                      |
| --------- | ----------------------- | ---------------------------------------------- | ---------------------------------------------------- |
| Argentina | Alfio Basile            | Buenos Aires                                   | Antonio Vespucio Liberti                             |
| Bolivia   | Xabier Azkargorta       | La Paz                                         | Hernando Siles                                       |
| Brasil    | Carlos Alberto Parreira | São Paulo Recife Belo Horizonte Río de Janeiro | Morumbi Arruda Mineirão Maracaná                     |
| Colombia  | Francisco Maturana      | Barranquilla                                   | Metropolitano Roberto Meléndez                       |
| Ecuador   | Dušan Drašković         | Guayaquil Quito                                | Monumental Isidro Romero Carbo Olímpico Atahualpa    |
| Paraguay  | Alicio Solalinde        | Asunción                                       | Defensores del Chaco                                 |
| Perú      | Vladimir Popović        | Lima                                           | Nacional del Perú                                    |
| Uruguay   | Ildo Maneiro            | Montevideo                                     | Centenario                                           |
| Venezuela | Ratomir Dujković        | Ciudad Guayana San Cristóbal                   | Polideportivo Cachamay Polideportivo de Pueblo Nuevo |

## Grupo A
| Selección | Pts. | PJ | PG | PE | PP | GF | GC | Dif |
| --------- | ---- | -- | -- | -- | -- | -- | -- | --- |
| Colombia  | 10   | 6  | 4  | 2  | 0  | 13 | 2  | 11  |
| Argentina | 7    | 6  | 3  | 1  | 2  | 7  | 9  | –2  |
| Paraguay  | 6    | 6  | 1  | 4  | 1  | 6  | 7  | –1  |
| Perú      | 1    | 6  | 0  | 1  | 5  | 4  | 12 | –8  |

### Primera Ronda
| Fecha                | Lugar        |          |                     | Resultado |                      |           |
| -------------------- | ------------ | -------- | ------------------- | --------- | -------------------- | --------- |
| 1 de agosto de 1993  | Barranquilla | Colombia | Bandera de Colombia | 0:0       | Bandera de Paraguay  | Paraguay  |
| 1 de agosto de 1993  | Lima         | Perú     | Bandera de Perú     | 0:1 (0:1) | Bandera de Argentina | Argentina |
| 8 de agosto de 1993  | Lima         | Perú     | Bandera de Perú     | 0:1 (0:1) | Bandera de Colombia  | Colombia  |
| 8 de agosto de 1993  | Asunción     | Paraguay | Bandera de Paraguay | 1:3 (1:1) | Bandera de Argentina | Argentina |
| 15 de agosto de 1993 | Barranquilla | Colombia | Bandera de Colombia | 2:1 (1:0) | Bandera de Argentina | Argentina |
| 15 de agosto de 1993 | Asunción     | Paraguay | Bandera de Paraguay | 2:1 (2:1) | Bandera de Perú      | Perú      |

### Segunda Ronda
| Fecha                   | Lugar        |           |                      | Resultado |                     |          |
| ----------------------- | ------------ | --------- | -------------------- | --------- | ------------------- | -------- |
| 22 de agosto de 1993    | Asunción     | Paraguay  | Bandera de Paraguay  | 1:1 (0:1) | Bandera de Colombia | Colombia |
| 22 de agosto de 1993    | Buenos Aires | Argentina | Bandera de Argentina | 2:1 (2:0) | Bandera de Perú     | Perú     |
| 29 de agosto de 1993    | Barranquilla | Colombia  | Bandera de Colombia  | 4:0 (2:0) | Bandera de Perú     | Perú     |
| 29 de agosto de 1993    | Buenos Aires | Argentina | Bandera de Argentina | 0:0       | Bandera de Paraguay | Paraguay |
| 5 de septiembre de 1993 | Lima         | Perú      | Bandera de Perú      | 2:2 (1:0) | Bandera de Paraguay | Paraguay |
| 5 de septiembre de 1993 | Buenos Aires | Argentina | Bandera de Argentina | 0:5 (0:1) | Bandera de Colombia | Colombia |

## Grupo B
| Selección | Pts. | PJ | PG | PE | PP | GF | GC | Dif |
| --------- | ---- | -- | -- | -- | -- | -- | -- | --- |
| Brasil    | 12   | 8  | 5  | 2  | 1  | 20 | 4  | 16  |
| Bolivia   | 11   | 8  | 5  | 1  | 2  | 22 | 11 | 11  |
| Uruguay   | 10   | 8  | 4  | 2  | 2  | 10 | 7  | 3   |
| Ecuador   | 5    | 8  | 1  | 3  | 4  | 7  | 7  | 0   |
| Venezuela | 2    | 8  | 1  | 0  | 7  | 4  | 34 | –30 |

### Primera Ronda
| Fecha                | Lugar         |           |                      | Resultado |                      |           |
| -------------------- | ------------- | --------- | -------------------- | --------- | -------------------- | --------- |
| 18 de julio de 1993  | Puerto Ordaz  | Venezuela | Bandera de Venezuela | 1:7 (1:3) | Bandera de Bolivia   | Bolivia   |
| 18 de julio de 1993  | Guayaquil     | Ecuador   | Bandera de Ecuador   | 0:0       | Bandera de Brasil    | Brasil    |
| 25 de julio de 1993  | La Paz        | Bolivia   | Bandera de Bolivia   | 2:0 (0:0) | Bandera de Brasil    | Brasil    |
| 25 de julio de 1993  | San Cristóbal | Venezuela | Bandera de Venezuela | 0:1 (0:0) | Bandera de Uruguay   | Uruguay   |
| 1 de agosto de 1993  | San Cristóbal | Venezuela | Bandera de Venezuela | 1:5 (0:1) | Bandera de Brasil    | Brasil    |
| 1 de agosto de 1993  | Montevideo    | Uruguay   | Bandera de Uruguay   | 0:0       | Bandera de Ecuador   | Ecuador   |
| 8 de agosto de 1993  | La Paz        | Bolivia   | Bandera de Bolivia   | 3:1 (0:0) | Bandera de Uruguay   | Uruguay   |
| 8 de agosto de 1993  | Quito         | Ecuador   | Bandera de Ecuador   | 5:0 (2:0) | Bandera de Venezuela | Venezuela |
| 15 de agosto de 1993 | Montevideo    | Uruguay   | Bandera de Uruguay   | 1:1 (0:1) | Bandera de Brasil    | Brasil    |
| 15 de agosto de 1993 | La Paz        | Bolivia   | Bandera de Bolivia   | 1:0 (1:0) | Bandera de Ecuador   | Ecuador   |

### Segunda Ronda
| Fecha                    | Lugar          |           |                      | Resultado |                      |           |
| ------------------------ | -------------- | --------- | -------------------- | --------- | -------------------- | --------- |
| 22 de agosto de 1993     | La Paz         | Bolivia   | Bandera de Bolivia   | 7:0 (1:0) | Bandera de Venezuela | Venezuela |
| 22 de agosto de 1993     | São Paulo      | Brasil    | Bandera de Brasil    | 2:0 (1:0) | Bandera de Ecuador   | Ecuador   |
| 29 de agosto de 1993     | Montevideo     | Uruguay   | Bandera de Uruguay   | 4:0 (3:0) | Bandera de Venezuela | Venezuela |
| 29 de agosto de 1993     | Recife         | Brasil    | Bandera de Brasil    | 6:0 (5:0) | Bandera de Bolivia   | Bolivia   |
| 5 de septiembre de 1993  | Belo Horizonte | Brasil    | Bandera de Brasil    | 4:0 (3:0) | Bandera de Venezuela | Venezuela |
| 5 de septiembre de 1993  | Guayaquil      | Ecuador   | Bandera de Ecuador   | 0:1 (0:1) | Bandera de Uruguay   | Uruguay   |
| 12 de septiembre de 1993 | Puerto Ordaz   | Venezuela | Bandera de Venezuela | 2:1 (1:1) | Bandera de Ecuador   | Ecuador   |
| 12 de septiembre de 1993 | Montevideo     | Uruguay   | Bandera de Uruguay   | 2:1 (2:1) | Bandera de Bolivia   | Bolivia   |
| 19 de septiembre de 1993 | Río de Janeiro | Brasil    | Bandera de Brasil    | 2:0 (0:0) | Bandera de Uruguay   | Uruguay   |
| 19 de septiembre de 1993 | Guayaquil      | Ecuador   | Bandera de Ecuador   | 1:1 (0:1) | Bandera de Bolivia   | Bolivia   |

## Estadísticas generales
| Selección | Pts.                   | PJ                     | PG                     | PE                     | PP                     | GF                     | GC                     | Dif                    | Rend.                  |
| --------- | ---------------------- | ---------------------- | ---------------------- | ---------------------- | ---------------------- | ---------------------- | ---------------------- | ---------------------- | ---------------------- |
| Brasil    | 12                     | 8                      | 5                      | 2                      | 1                      | 20                     | 4                      | 16                     | 75,00%                 |
| Bolivia   | 11                     | 8                      | 5                      | 1                      | 2                      | 22                     | 11                     | 11                     | 74,33%                 |
| Colombia  | 10                     | 6                      | 4                      | 2                      | 0                      | 13                     | 2                      | 11                     | 83,33%                 |
| Uruguay   | 10                     | 8                      | 4                      | 2                      | 2                      | 10                     | 7                      | 3                      | 62,50%                 |
| Argentina | 7                      | 6                      | 3                      | 1                      | 2                      | 7                      | 9                      | –2                     | 58,33%                 |
| Paraguay  | 6                      | 6                      | 1                      | 4                      | 1                      | 6                      | 7                      | –1                     | 50,00%                 |
| Ecuador   | 5                      | 8                      | 1                      | 3                      | 4                      | 7                      | 7                      | 0                      | 31,25%                 |
| Venezuela | 2                      | 8                      | 1                      | 0                      | 7                      | 4                      | 34                     | –30                    | 12,50%                 |
| Perú      | 1                      | 6                      | 0                      | 1                      | 5                      | 4                      | 12                     | –8                     | 8,33%                  |
| Chile1    | Suspendido por la FIFA | Suspendido por la FIFA | Suspendido por la FIFA | Suspendido por la FIFA | Suspendido por la FIFA | Suspendido por la FIFA | Suspendido por la FIFA | Suspendido por la FIFA | Suspendido por la FIFA |

## Repesca Intercontinental
| 31 de octubre de 1993 | Australia  | 1:1 (1:1) | Argentina | Sydney Football Stadium, Sídney                         |                                                         |
|                       | Vidmar 42' |           | Balbo 37' | Asistencia: 43 967 espectadores Árbitro(s): Sándor Puhl | Asistencia: 43 967 espectadores Árbitro(s): Sándor Puhl |

| 17 de noviembre de 1993 | Argentina     | 1:0 (0:0) (Global 2:1) | Australia | Estadio Monumental, Buenos Aires                            |                                                             |
|                         | Batistuta 59' |                        |           | Asistencia: 52 452 espectadores Árbitro(s): Peter Mikkelsen | Asistencia: 52 452 espectadores Árbitro(s): Peter Mikkelsen |

## Clasificados
| Bandera de Colombia                               | Bandera de Brasil                                 | Bandera de Bolivia                                 | Bandera de Argentina                                           |
| Colombia                                          | Brasil                                            | Bolivia                                            | Argentina                                                      |
| Primer puesto del Grupo A Clasificado: 05/09/1993 | Primer puesto del Grupo B Clasificado: 19/09/1993 | Segundo puesto del Grupo B Clasificado: 19/09/1993 | Ganador de la Repesca Intercontinental Clasificado: 17/11/1993 |